# Бурмистрово (Новосибирская область)
Бурмистрово — деревня в Искитимском районе Новосибирской области. Деревня с прилегающими территориями образует Бурмистровский сельсовет.

## География
Расположена на обоих берегах реки Мильтюш. После заполнения Новосибирского водохранилища в границах деревни Бурмистрово река Мильтюш переходит в залив водохранилища.
Площадь деревни — 699,5 га. Площадь сельского поселения — 11 266 га, из них 8152 га сельхозугодий.
Расстояние до Искитима — 35 километров, до Новосибирска — 85 километров.

## Население
| 2002  | 2007  | 2008  | 2010  | 2012  | 2013  | 2014  |
| ----- | ----- | ----- | ----- | ----- | ----- | ----- |
| 1647  | ↗1808 | ↘1680 | ↘1416 | ↗1456 | ↗1481 | ↗1485 |
| 2015  | 2016  | 2017  | 2018  | 2019  | 2020  | 2021  |
| ↗1511 | ↘1499 | ↘1461 | ↘1443 | ↘1423 | ↘1404 | ↘1386 |

Этнический состав населения сильно изменился за последние 20 лет в связи с немецкой эмиграцией (репатриацией).

## Инфраструктура
Прилегающие к нескольким деревням Искитимского района берега рукотворного водоема стали популярной рекреационной зоной. Соответственно, для многих новосибирцев поездка «в Бурмистрово» была связана со значительной территорией, на которой были разбросаны лагеря, базы отдыха, дачи и места традиционных туристических стоянок.
В деревне расположена среднеобразовательная школа на 250 учеников, детский сад на 50 детей, фельдшерско-акушерский пункт, библиотека, магазины.
Не имела собственной церкви (и соответственно сельсовета) в XX веке. Церковь впервые выстроена в начале XXI века.